# Ренник, Ардо Вальтерович
Ардо Вальтерович Ренник (Ардо Вальтер Фридрихович Ренник; 25 июня 1947 года, Эстония — 14 февраля 2009 года, Порвоо, Финляндия) — советский фигурист, бронзовый призёр чемпионата СССР в парном катании 1978 года. Первый мастер спорта СССР в Свердловской области, заслуженный тренер РСФСР.

## Биография
Образование получил в Ленинградском государственном институте физической культуры имени П. Ф. Лесгафта. На втором курсе женился на Юлии Павлиной, с которой занимался парным фигурным катанием под руководством Игоря Борисовича Москвина. Пара выступала за сборную Ленинграда.
По окончании института в 1967 году вместе с женой переехал в город Первоуральск Свердловской области, где работал детским тренером и представлял команду «Уральский трубник». В 1971 году пара заняла третье место на Открытом чемпионате Москвы, выполнив норматив мастера спорта СССР. Они стали первыми фигуристами в Свердловской области, удостоенных этого звания. После этого успеха переехали в Свердловск, чтобы продолжать тренировки под руководством Игоря Ксенофонтова.
Последующие сезоны принесли паре множество побед: Юлия и Ардо Ренник неоднократно становились победителями республиканского чемпионата, занимали призовые места на Кубке СССР, побеждали на Спартакиадах народов РСФСР и СССР. В 1978 году, со сложной программой, включавшей в том числе выброс тройной риттбергер, завоевали бронзовые медали на Спартакиаде народов СССР, на которой одновременно разыгрывался титул чемпионов СССР. Таким образом, пара стала третьей по силе в стране.
После этого спортивная карьера супругов Ренник завершилась. Они продолжили работать тренерами в спорткомплексе «Юность». Среди их воспитанников — двукратный чемпион мира в парном катании среди юниоров Юрий Квашнин и бронзовые призёры чемпионата мира в парном катании среди юниоров Ирина Сайфутдинова и Алексей Тихонов, чемпионы РСФСР в парном катании Юлия Быстрова и Александр Тарасов. В 1983 году Ардо Ренник вместе с Юлией Ренник был удостоен звания «Заслуженный тренер РСФСР». В 1985 у них родилась дочь Диана, будущая четырёхкратная чемпионка Эстонии в парном катании.
В начале 1990-х семья переезжает из России в Финляндию, сначала в Оулу, затем в Порвоо. Они тренируют фигуристов Финляндии и Эстонии, в том числе готовят к соревнованиям свою дочь в паре с Алексеем Саксом, выступавших за сборную Эстонии.
Ардо Ренник скончался 14 февраля 2009 года в Порвоо.

### Семья
- Ренник, Юлия Дмитриевна — жена и партнёр, тренер[3].
- Ренник, Лийво — младший брат, фигурист-одиночник и тренер[5][6].
- Ренник, Диана — дочь, чемпионка Эстонии в парном катании[3].

## Спортивные достижения
С Юлией Ренник
| Соревнования/Сезон        | 1970—1971 | 1971—1972 | 1972—1973 | 1973—1974 | 1974—1975 | 1975—1976 | 1976—1977 | 1977—1978 |
| ------------------------- | --------- | --------- | --------- | --------- | --------- | --------- | --------- | --------- |
| Чемпионат СССР            |           | 5         |           | 5         | 8         | 5         | 5         | 3         |
| Спартакиада народов СССР  |           |           |           | 5         |           |           |           | 3         |
| Кубок СССР                |           | 2         | 3         |           | 4         | 2         | 2         |           |
| Чемпионат РСФСР           | 1         | 2         |           | 1         |           | 1         |           | 1         |
| Спартакиада народов РСФСР |           |           |           | 1         |           |           |           | 1         |
| 1.                        |           |           |           |           |           |           |           |           |

## Награды и звания
- Мастер спорта СССР (1971)[3]
- Внесён в Книгу Почета Свердловского областного совета ДСО «Спартак»[3]
- Заслуженный тренер РСФСР (1983)[3]